# Alekseï Matvéïévitch Smirnov-Koutatchesky
Pour les articles homonymes, voir Alexeï Smirnov et Smirnov.
Alekseï Matvéïévitch Smirnov, dit Smirnov-Koutatchesky (en russe : Алексей Матвеевич Смирнов-Кутаческий), né en 1876, mort en 1958, est un philologue, folkloriste et collecteur de contes russe et soviétique.

## Biographie
Smirnov, originaire du village de Koutatchi (d'où son pseudonyme), dans le gouvernement de Moscou, est né dans la famille d'un prêtre orthodoxe. Diplômé de l'Académie théologique de Moscou en 1900, il enseigne en 1900-1901 à l'école de filles du diocèse de Tver. En 1902-1904 il est professeur à la chapelle impériale de Saint-Pétersbourg ; à partir de 1904, au lycée Stebline-Kamensky  et à l'institut Smolny. Il est démis de ses fonctions en raison de sa participation à la grève des enseignants de 1905. De 1906 à 1917, il est l'un des cadres et enseignants de l'« école semi-prolétarienne » Stolbtsov ; jusqu'en 1919 il enseigne simultanément à l'école Tenichevsky. Par la suite il enseigne à Saratov et à Iaroslavl, puis de 1931 à 1935 à l'Institut pédagogique de Moscou. En 1935, il effectue un voyage en Kalmoukie et manifeste son intérêt pour le folklore kalmouk. Il est docteur en philologie en 1942.
À partir de 1943 il dirige la chaire de littérature de l'Institut pédagogique de Kalinine (le nom de la ville de Tver entre 1931 et 1990). Il participe à des voyages d'études dans différents districts de l'oblast de Tver et en rapporte du matériau folkloristique, qui est aujourd'hui conservé, en même temps qu'un fonds personnel, aux Archives nationales de l'oblast de Tver.
Il a publié une série de monographies et d'articles sur l'histoire de la littérature, parmi lesquels un « Index systématique des thèmes et variantes des contes populaires russes » (1913-15), ou encore des études sur I.I. Lajetchnikov et les écrivains du gouvernement de Tver.
Plusieurs des contes recueillis par Smirnov-Koutatchesky ont été utilisés par Vladimir Propp dans son ouvrage Les racines historiques du conte merveilleux.

## Œuvres
(Liste non exhaustive)
- (ru) Сборник великорусских сказок архива Русского географического общества (Recueil de contes grand-russes, Archives de la Société russe de géographie) (Saint-Pétersbourg, 1917, 2 volumes)